# Lustrochernes carolinensis
Espèce
Lustrochernes carolinensis est une espèce de pseudoscorpions de la famille des Chernetidae.

## Distribution
Cette espèce est endémique des États-Unis. Elle se rencontre en Caroline du Nord, en Floride, au Mississippi et en Louisiane.

## Description
Les mâles mesurent de 3,48 à 3,57 mm et les femelles de 3,91 à 4,78 mm.

## Étymologie
Son nom d'espèce, composé de carolin[a] et du suffixe latin -ensis, « qui vit dans, qui habite », lui a été donné en référence au lieu de sa découverte, la Caroline du Nord.

## Publication originale
- Muchmore, 1991 : The identity of Chelifer communis var. pennsylvanicus and description of a new species of Lustrochernes (Pseudoscorpionida: Chernetidae). Entomological News, vol. 102, no 2, p. 79-89 (texte intégral).